# 색 재현 모델
색 재현 모델(Color appearance model, CAM)은 인간의 색채 지각의 인지적 측면을 설명하려는 수학적 모델이다. 즉, 색상의 모양이 자극원 자체의 물리적 측정과 일치하지 않는 보기 조건이다. (이와 대조적으로, 색 모델은 RGB, CMYK 등 색상을 설명하기 위한 색 공간을 정의한다.)
균일 색 공간(UCS)은 색상 구성 속성을 지각적으로 균일하게 만들려고 노력하는 색 모델이다. 즉, 두 색상 간의 동일한 공간 거리는 동일한 양의 지각된 색상 차이와 같다. 고정된 보기 조건에서의 CAM은 UCS를 결과로 낳고, 가변적인 보기 조건을 모델링하는 UCS는 CAM을 결과로 낳는다. 이러한 모델링이 없는 UCS는 여전히 기본적인 CAM으로 사용될 수 있다.

## 배경

### 색상 외관
색은 관찰자의 마음에 기원한다. "객관적으로"는 눈에 들어오는 빛의 스펙트럼 파워 분포만 존재할 뿐이다. 이런 의미에서 모든 색상 인식은 주관적이다. 그러나 빛의 스펙트럼 파워 분포를 인간의 감각 반응에 정량적으로 매핑하려는 성공적인 시도가 있었다. 1931년, 정신물리학적 측정값을 사용하여 국제 조명 위원회 (CIE)는 XYZ 색 공간을 만들었고, 이 색 공간은 이 기본적인 감각 수준에서 인간의 색채 지각을 성공적으로 모델링한다.
그러나 XYZ 색 모델은 특정 관찰 조건(예: 망막 자극 위치, 눈에 들어오는 빛의 휘도 수준, 관찰 대상 뒤의 배경, 주변 빛의 휘도 수준)을 전제로 한다. 이러한 모든 조건이 일정하게 유지될 경우에만 동일한 XYZ 삼자극값을 가진 두 개의 동일한 자극이 인간 관찰자에게 동일한 색상 외관을 만들어낸다. 만약 일부 조건이 한 경우에서 변한다면, 동일한 XYZ 삼자극값을 가진 두 개의 동일한 자극은 다른 색상 외관을 만들어낼 것이며 (그 반대도 마찬가지이다: 다른 XYZ 삼자극값을 가진 두 개의 다른 자극이 동일한 색상 외관을 만들어낼 수도 있다).
따라서 관찰 조건이 다양할 경우, XYZ 색 모델만으로는 충분하지 않으며, 인간의 색채 지각을 모델링하기 위해서는 색 재현 모델이 필요하다.

### 색상 외관 매개변수
모든 색 재현 모델의 기본적인 과제는 인간의 색채 지각이 XYZ 삼자극값으로 작동하는 것이 아니라 외관 매개변수(색상, 밝기, 명도, 채도, 화려함 및 포화도)로 작동한다는 점이다. 따라서 모든 색 재현 모델은 XYZ 삼자극값에서 이러한 외관 매개변수(적어도 색상, 밝기 및 채도)로의 변환(관찰 조건을 고려한)을 제공해야 한다.

### 색상 외관 현상
이 섹션에서는 색 재현 모델이 다루려고 노력하는 몇 가지 색상 외관 현상을 설명한다.

#### 색 적응
색 적응은 반사 물체를 관찰할 때 인간의 색 지각이 조명 광원의 백색점(또는 색온도)으로부터 추상화하는 능력을 설명한다. 인간의 눈에는 파란색 또는 노란색 조명 아래에서도 흰 종이가 흰색으로 보인다. 이는 모든 색상 외관 현상 중 가장 기본적이고 중요한 현상이며, 따라서 이 동작을 모방하려는 색 적응 변환 (CAT)은 모든 색상 외관 모델의 핵심 구성 요소이다.
이를 통해 단순 삼자극 기반 색 모델과 색 재현 모델을 쉽게 구분할 수 있다. 단순 삼자극 기반 색 모델은 조명된 물체의 표면 색상을 설명할 때 조명원의 백색점을 무시한다. 조명원의 백색점이 변하면 단순 삼자극 기반 색 모델이 보고하는 표면 색상도 변한다. 대조적으로, 색 재현 모델은 조명원의 백색점을 고려한다(이것이 색 재현 모델이 계산에 이 값을 필요로 하는 이유이다). 조명원의 백색점이 변해도 색 재현 모델이 보고하는 표면 색상은 동일하게 유지된다.
색 적응은 서로 다른 XYZ 삼자극값을 가진 두 개의 다른 자극이 동일한 색상 외관을 만들어내는 경우의 대표적인 예시이다. 조명 광원의 색온도가 변하면 백지에서 반사되는 빛의 스펙트럼 파워 분포와 그에 따른 XYZ 삼자극값도 변하지만, 색상 외관은 동일하게 유지된다(흰색).

#### 색상 외관
여러 가지 효과가 인간 관찰자의 색상 지각을 변화시킨다.
- 베졸트-브뤼케 색조 이동: 단색광의 색상은 휘도에 따라 변한다.
- 애브니 효과: 단색광의 색상은 흰색 빛(색상 중립적일 것으로 예상됨)을 추가함에 따라 변한다.

#### 대비 외관

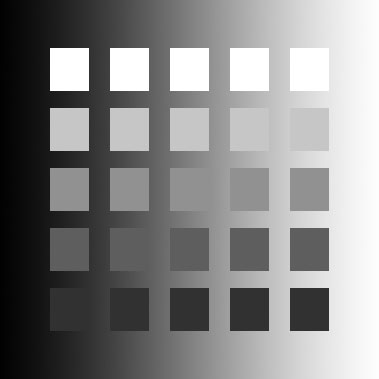
바틀슨-브레네만 효과

여러 효과가 인간 관찰자의 대비 인식을 변화시킨다.
- 스티븐스 효과: 휘도에 따라 대비가 증가한다.
- 바틀슨-브레네만 효과: 이미지 대비(LCD 디스플레이의 이미지와 같은 방출 이미지의 경우)는 주변 조명의 휘도에 따라 증가한다.

#### 채도 외관
인간 관찰자의 채도 인식을 변화시키는 효과가 있다.
- 헌트 효과: 휘도가 증가함에 따라 채도가 증가한다.

#### 명도 외관
인간 관찰자의 명도 인식을 변화시키는 효과가 있다.
- 헬름홀츠-콜라우쉬 효과: 명도는 채도에 따라 증가한다. CIECAM02에서는 모델링되지 않는다.
- 대비 외관 효과(위 참조), CIECAM02에 의해 모델링된다.

#### 공간 현상
공간 현상은 이미지의 특정 위치에만 영향을 미치는데, 이는 인간의 뇌가 이 위치를 특정 맥락적 방식으로 해석하기 때문이다(예: 회색이 아닌 그림자로). 이러한 현상은 착시로도 알려져 있다. 맥락성 때문에 모델링하기 특히 어렵다. 이를 시도하는 색 재현 모델을 이미지 색 재현 모델(iCAM)이라고 한다.

## 색 재현 모델
색 재현 매개변수와 색 재현 현상이 많고 작업이 복잡하기 때문에 보편적으로 적용되는 단일 색 재현 모델은 없으며, 대신 다양한 모델이 사용된다.
이 섹션에서는 사용 중인 몇 가지 색 재현 모델을 나열한다. 이 모델 중 일부에 대한 색 적응 변환은 LMS 색 공간에 나열되어 있다.

### CIELAB
1976년, CIE는 기존의 많은 호환되지 않는 색차 모델을 대체할 새로운 범용 색차 모델을 만들기로 했다. 그들은 지각적으로 균일한 색 공간(UCS)을 생성함으로써 이 목표를 달성하려고 노력했다. 즉, 두 색상 간의 동일한 공간 거리가 동일한 양의 지각된 색상 차이와 동일한 색 공간을 만들려고 노력했다. 비록 부분적으로만 성공했지만, 그들은 CIELAB("L*a*b*") 색 공간을 만들었으며, 이 색 공간은 최초의 색 재현 모델이 되는 데 필요한 모든 기능을 갖추고 있었다. CIELAB은 매우 기본적인 색 재현 모델이지만, ICC 프로파일과 함께 색 관리의 구성 요소 중 하나가 되었기 때문에 가장 널리 사용되는 모델 중 하나이다. 따라서 디지털 이미징에서 기본적으로 어디에나 존재한다.
CIELAB의 한계점 중 하나는 정확한 결과를 위해 먼저 LMS 색 공간으로 변환하는 대신 XYZ 색 공간에서 직접 폰 크리스 변환 방식을 수행하여(종종 "잘못된 폰 크리스 변환"으로 언급됨) 완전한 색 적응을 제공하지 않는다는 것이다. ICC 프로파일은 LLAB 색 재현 모델에서 처음 나타났던 LMS 색 공간으로의 브래드포드 변환 행렬을 CIELAB과 함께 사용하여 이러한 단점을 해결한다.
"잘못된" 변환으로 인해 CIELAB은 비참조 백색점을 사용할 때 성능이 좋지 않은 것으로 알려져 있어 제한된 입력에도 불구하고 불량한 CAM이 된다. 잘못된 변환은 또한 L이 변함에 따라 보라색으로 구부러지는 불규칙한 파란색 색조의 원인으로 보여 완벽한 UCS도 아니다.

### 나야타니 등 모델
나야타니 등의 색 재현 모델은 조명 공학과 광원의 색 재현 특성에 중점을 둔다.

### 헌트 모델
헌트 색 재현 모델은 색상 이미지 재현에 중점을 둔다(그 제작자는 코닥 연구소에서 근무했다). 개발은 이미 1980년대에 시작되었고 1995년에는 모델이 매우 복잡해졌으며(다른 색 재현 모델에서는 제공하지 않는 기능, 예를 들어 간상세포 반응 통합 포함) 광범위한 시각 현상을 예측할 수 있었다. 이 모델은 CIECAM02에 매우 중요한 영향을 미쳤지만, 그 복잡성 때문에 헌트 모델 자체는 사용하기 어렵다.

### RLAB
RLAB은 CIELAB의 상당한 한계를 개선하고 이미지 재현에 중점을 둔다. 이 작업에 대해서는 잘 작동하고 사용하기 간단하지만 다른 응용 프로그램에는 충분히 포괄적이지 않다.
CIELAB과 달리 RLAB은 적절한 폰 크리스 단계를 사용한다. 또한 사용자 정의 D 값을 허용하여 적응 정도를 조정할 수 있다. "조명원 할인"은 1.0의 고정 값을 사용하여 여전히 사용할 수 있다.

### LLAB
LLAB은 RLAB과 유사하게 단순함을 유지하려고 노력하지만, 추가적으로 RLAB보다 더 포괄적이려고 시도한다. 결국, 일부 단순성을 포괄성으로 교환했지만 여전히 완전히 포괄적이지는 않았다. CIECAM97s가 곧 출판되었기 때문에 LLAB은 널리 사용되지 못했다.

### CIECAM97s
CIELAB으로 색 재현 모델의 진화를 시작한 CIE는 1997년에 포괄적인 색 재현 모델을 만들고자 했다. 그 결과 CIECAM97s가 탄생했는데, 이는 포괄적이었지만 복잡하고 부분적으로 사용하기 어려웠다. CIECAM02가 출판될 때까지 표준 색 재현 모델로 널리 인정받았다.

### IPT
에브너(Ebner)와 페어차일드(Fairchild)는 IPT라고 불리는 그들의 색 공간에서 비상수적인 색조 선의 문제를 다루었다. IPT 색 공간은 D65에 적응된 XYZ 데이터(XD65, YD65, ZD65)를 헌트-포인터-에스테베즈 행렬(MHPE(D65))의 변형된 형태를 사용하여 장-중-단 원추 세포 반응 데이터(LMS)로 변환한다.
IPT 색 재현 모델은 상수 색조 값이 밝기와 채도 값에 관계없이 일정한 지각된 색조와 동일한 색조 공식을 제공하는 데 탁월하다(이는 모든 색 재현 모델의 일반적인 이상이지만 달성하기 어렵다). 따라서 색역 매핑 구현에 매우 적합하다.

### ICtCp
ITU-R BT.2100에는 ICtCp라는 색 공간이 포함되어 있으며, 이는 더 높은 동적 범위와 더 넓은 색 영역을 탐색하여 원래 IPT를 개선한다. ICtCp는 Ct를 0.5로 스케일링하여 거의 균일한 색 공간으로 변환될 수 있다. 이 변환된 색 공간은 Rec. 2124 넓은 색역 색차 측정 ΔEITP의 기반이 된다.

### CIECAM02
CIECAM97s의 성공에 힘입어, CIE는 CIECAM02를 그 후속작으로 개발하여 2002년에 발표했다. CIECAM02는 더 나은 성능을 제공하며 동시에 더 간단하다. 기본적인 CIELAB 모델을 제외하고, CIECAM02는 (포괄적인) 색 재현 모델에 대한 국제적으로 합의된 "표준"에 가장 가깝다.
CIECAM02와 CIECAM16 모두 사양에 따라 구현될 때 바람직하지 않은 수치적 특성을 가지고 있다.

### iCAM06
iCAM06은 이미지 색 재현 모델이다. 따라서 이미지의 각 픽셀을 독립적으로 처리하는 것이 아니라 전체 이미지의 맥락에서 처리한다. 이를 통해 대비와 같은 공간적 색상 외관 매개변수를 통합할 수 있어 HDR 이미지에 잘 적합하다. 또한 공간 외관 현상을 다루는 첫 단계이기도 하다.

### CAM16
CAM16은 다양한 수정 및 개선 사항이 포함된 CIECAM02의 후속 모델이다. 또한 CAM16-UCS라는 색 공간도 함께 제공된다. CIE 작업 그룹에서 발행했지만 CIE 표준은 아니다. CIECAM16 표준은 2022년에 발표되었으며 약간 다르다.
CAM16은 머티리얼 디자인 색상 시스템에서 "HCT"(색상, 채도, 톤)라는 원통형 버전으로 사용된다. 색상 및 채도 값은 CAM16과 동일하다. "톤" 값은 CIELAB L*이다.

### OKLab
정상 동적 범위 색상을 위해 설계된 2020년 UCS. CIELAB과 동일한 구조이지만, 개선된 데이터(밝기 및 채도의 CAM16 출력; 색조의 IPT 데이터)로 구성되어 있다. CIELAB 및 IPT와 마찬가지로 구현 및 사용이 쉽도록 고안되었지만, 균일성 개선이 이루어졌다.
2023년 9월 현재, CSS 색상 레벨 4 초안의 일부이며 모든 주요 브라우저의 최신 버전에서 지원된다.

### 기타 모델
OSA-UCS
일반적으로 좋은 특성을 가진 1947년 UCS로, 1974년에 CIEXYZ로부터의 변환이 정의되었다. 그러나 CIEXYZ로의 변환은 닫힌 형식의 표현식이 없어 실제로 사용하기 어렵다.
SRLAB2
RLAB의 정신에 따라 CIELAB을 2009년에 수정한 것(조명원 할인 포함). CIECAM02 색 적응 행렬을 사용하여 파란색 색조 문제를 해결한다.
JzAzBz
HDR 색상을 위해 설계된 2017년 UCS. J (밝기)와 두 가지 색도를 가진다.
XYB
구에츠리와 JPEG XL에 사용되는 UCS 계열로, 주로 압축을 목표로 한다. CIELAB보다 균일성이 우수하다.

## 내용주
1. ↑  “XYZ”는 색 모델과 색 공간을 동시에 지칭한다. 이는 XYZ 색 공간이 XYZ 색 모델을 사용하는 유일한 색 공간이기 때문이다. 이는 sRGB 또는 Adobe RGB (1998)과 같은 많은 색 공간에서 사용하는 RGB 색 모델과는 다르다.
2. ↑  〈The RLAB Model〉. 《Color Appearance Models》. 2013. 243–255쪽. doi:10.1002/9781118653128.ch13. ISBN 9781119967033.
3. ↑  
Ebner; Fairchild (1998), 《Development and Testing of a Color Space with Improved Hue Uniformity》, Proc. IS&T 6th Color Imaging Conference, Scottsdale, AZ, 8–13쪽
4. ↑  
Edge, Christopher. “US Patent 8,437,053, Gamut mapping using hue-preserving color space”. 2016년 2월 9일에 확인함.
5. ↑  
《ICtCp Introduction》 (PDF), 2016
6. ↑  “Recommendation ITU-R BT.2124-0 Objective metric for the assessment of the potential visibility of colour differences in television” (PDF). January 2019.
7. ↑  Schlömer, Nico (2018). 《Algorithmic improvements for the CIECAM02 and CAM16 color appearance models》. arXiv:1802.06067.
8. ↑  Li, Changjun; Li, Zhiqiang; Wang, Zhifeng; Xu, Yang; Luo, Ming Ronnier; Cui, Guihua; Melgosa, Manuel; Brill, Michael H.; Pointer, Michael (December 2017). 《Comprehensive color solutions: CAM16, CAT16, and CAM16-UCS》. 《Color Research & Application》 42. 703–718쪽. doi:10.1002/col.22131.
9. ↑  “The CIE 2016 Colour Appearance Model for Colour Management Systems: CIECAM16 | CIE”. 《cie.co.at》 (영어). 2022년 9월 16일에 확인함.
10. ↑  “PR: Implement support for "CIECAM16" colour appearance model. by KelSolaar · Pull Request #1015 · colour-science/colour”. 《GitHub》 (영어). 2022년 9월 16일에 확인함.
11. ↑  O'Leary, James. “The Science of Color & Design”. 《Material Design》 (영어). source code
12. ↑  Ottosson, Björn (2020년 12월 23일). “A perceptual color space for image processing” (영어).
13. ↑  “CSS Color Module Level 4”. 《www.w3.org》.
14. ↑  “oklab() (Oklab color model)”. 《Can I use...》. 2023년 9월 27일에 확인함.
15. 1 2  Levien, Raph (2021년 1월 18일). “An interactive review of Oklab” (영어).
16. ↑  Safdar, Muhammad; Cui, Guihua; Kim, Youn Jin; Luo, Ming Ronnier (2017년 6월 26일). 《Perceptually uniform color space for image signals including high dynamic range and wide gamut》. 《Optics Express》 25. 15131–15151쪽. Bibcode:2017OExpr..2515131S. doi:10.1364/OE.25.015131. PMID 28788944.

## 참고 문헌
- Fairchild, Mark D. (2013). 《Color Appearance Models》. Wiley-IS&T Series in Imaging Science and Technology (영어) 3판. Hoboken: 존 와일리 & 선즈. ISBN 978-1-119-96703-3.